# Беттс, Дэйзи
Дэйзи Беттс (англ. Daisy Betts) — австралийская актриса.

## Карьера
Дэйзи Беттс добилась первой известности благодаря роли в австралийской мыльной опере «Совершенно неожиданно». В 2009 года она переехала в США, где снялась в недолго просуществовавшем телесериале «Неизвестные лица» в 2010 году. В следующем году она снялась в телевизионном пилоте «Джорджтаун», а после имела второстепенную роль в сериале «Закон Хэрри».
В 2012 году Беттс получила одну из главных ролей в телесериале канала ABC «Последняя надежда», который был закрыт после одного сезона из-за низких рейтинов.

## Фильмография
| Год  | Название                                                   | Роль                     | Примечания      |
| ---- | ---------------------------------------------------------- | ------------------------ | --------------- |
| 2006 | Small Claims: The Reunion                                  | Amber                    | телефильм       |
| 2007 | Sea Patrol                                                 | Sally Blake              | 3 эпизода       |
| 2008 | Sea Patrol                                                 | Sally Blake              | 1 эпизод        |
| 2008 | All Saints                                                 | Jennifer Constable       | 1 эпизод        |
| 2008 | Shutter                                                    | Natasha                  |                 |
| 2008 | Out of the Blue                                            | Peta Lee                 | 59 эпизодов     |
| 2010 | Caught Inside                                              | Sam                      |                 |
| 2010 | Неизвестные лица / Persons Unknown                         | Janet Cooper             | 13 эпизодов     |
| 2011 | Georgetown                                                 | Samantha 'Sam' Whitman   | пилот           |
| 2011 | East West 101                                              | TV Reporter              | 1 эпизод        |
| 2011 | Sea Patrol                                                 | Sally Blake              | 1 эпизод        |
| 2011 | Закон Хэрри / Harry’s Law                                  | Bethany Sanders          | 3 эпизода       |
| 2012 | Последняя надежда / Last Resort                            | Lieutenant Grace Shepard | 13 эпизодов     |
| 2012 | Пожарные Чикаго/Chicago Fire                               | Ребекка Джонс            | 7 эпизодов      |
| 2015 | Касл/Castle                                                | AJ                       | 2 эпизода       |
| 2015 | Игрок/The Player                                           | Вирджиния "Джинни" Ли    | постоянная роль |
| 2015 | Конец детства/Childhood’s End                              | Элли Стормгрен           | мини-сериал     |
| 2017 | Руководство подруг к разводу/Girlfriends' Guide to Divorce | Гемма                    | 6 эпизодов      |